# Steinmeyer
G. F. Steinmeyer & Co. (también conocida como Orgelbau Steinmeyer o simplemente Steinmeyer) fue una empresa alemana fabricante de órgano de tubos y armonios, fundada en Öttingen (Baviera) en 1837. La firma alcanzó reconocimiento internacional por su producción de órganos para iglesias, salas de concierto y sinagogas, así como por trabajos restaurativos y de construcción en Europa.

## Historia
G. F. Steinmeyer & Co. fue fundada en 1847 por Georg Friedrich Steinmeyer y fue manejada por descendientes de la familia por varias generaciones, siendo uno de los talleres organeros más relevantes de Alemania. Durante los siglos XIX y XX, Steinmeyer incorporó innovaciones técnicas —tanto mecánicas como neumáticas— y produjo desde grandes órganos para iglesias y auditorios hasta instrumentos portátiles y armoios, recibiendo reconocimientos en ferias especializadas.
La producción incluyó órganos sinfónicos post-románticos, instrumentos de iglesia, portativos y armonios. Algunos instrumentos se conservan en condiciones originales mientras que otros fueron modificados, vendidos o destruidos en conflictos bélicos durante el siglo XX. El archivo de órganos de sinagoga de la firma comprende varios instrumentos construidos entre 1874 y 1930 en ciudades como Núremberg, Odessa y Berlín, reflejando su papel en la liturgia judía de la época.

### Órganos para sinagogas
Steinmeyer construyó órganos para sinagogas como la de Núremberg (1874), Odessa (1902) y Berlín (1913), entre otros encargos hasta 1930. Muchos órganos desaparecieron o fueron reubicados durante las persecuciones y destrucciones por parte del régimen nazi en los años 30.

### Instrumentos notables y proyectos
Entre sus trabajos destacados figuran grandes órganos construidos o restaurados en iglesias y basílicas europeas. Existe un órgano portativo Steinmeyer conservado en Duke University.

## Siglo XX
El siglo XX fue una época de expansión técnica, pero también de desafíos por las guerras mundiales y evolución del mercado litúrgico. Tras la Segunda Guerra Mundial la empresa continuó trabajando, con reconstrucciones y nuevos encargos en las décadas finales del siglo XX y principios del XXI.

## Legado
Steinmeyer dejó un legado tangible en los instrumentos conservados, archivos y fotografías, así como en el museo/archivo familiar en Öttingen, que integra documentación técnica y de producción muy empleada por historiadores y restauradores.